# Audeville
Audeville é uma comuna francesa na região administrativa do Centro, no departamento Loiret. Estende-se por uma área de 12,36 km². Em 2010 a comuna tinha 190 habitantes (densidade: 15,4 hab./km²).